# Hengistburg
Die Hengistburg, auch Hengstburg, ist eine abgegangene Burg in der Mittelsteiermark.

## Lage
Die genaue Lokalisierung der Hengistburg ist in der Fachwelt umstritten: O. Pickl, Historiker, ortet sie in Hengsberg, D. Kramer, Archäologe, in/bei Wildon.

## Anlage
Die Burg war eine weiträumige, von Gräben, Erdwällen und Palisaden umgebene Wehranlage, die im Verein mit ähnlichen Befestigungen auf dem Dexenberg und dem Spiegelkogel das Laßnitztal gegen Einfälle aus dem Osten sperren sollte.

## Geschichte

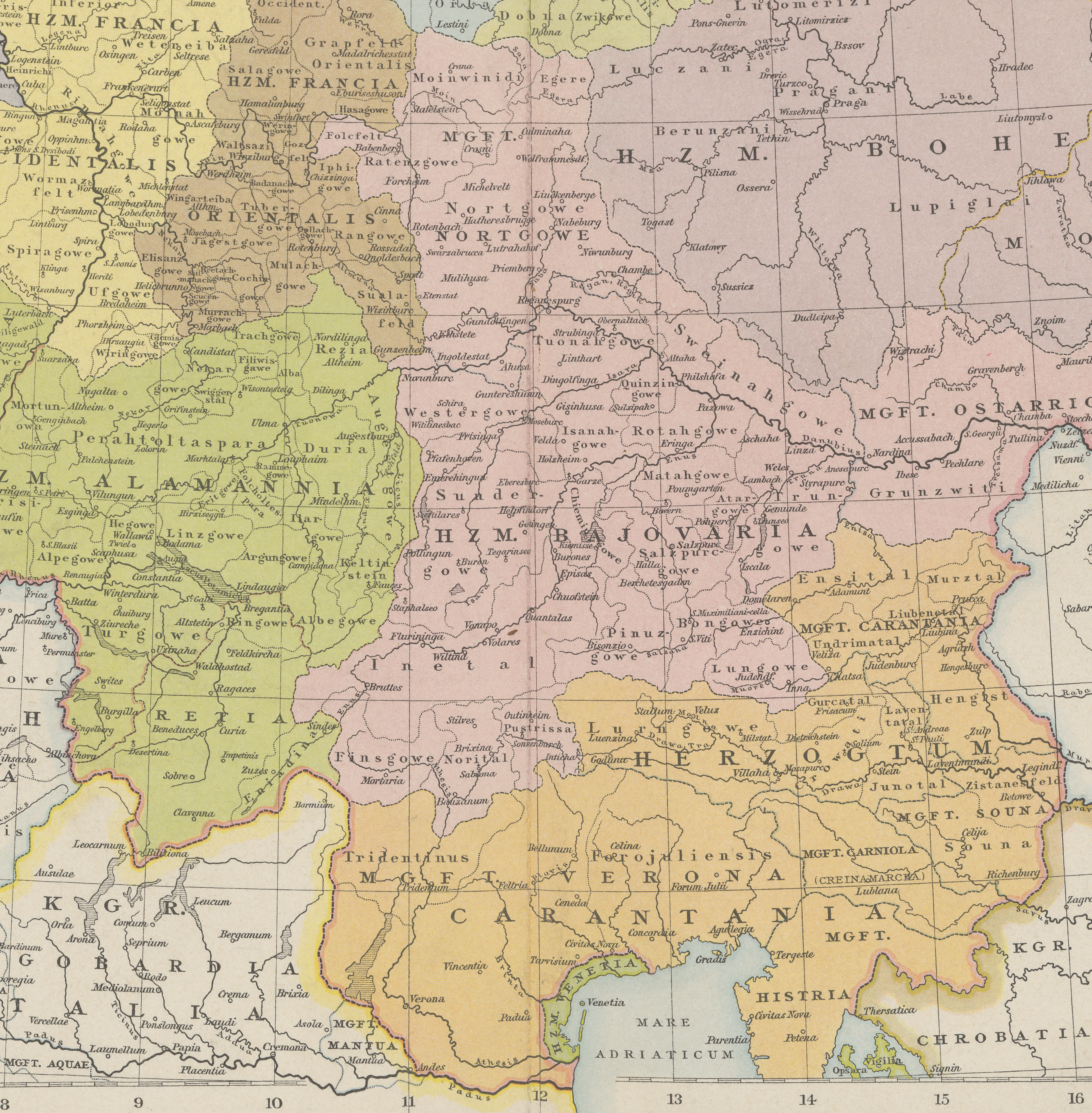
Herzogtum Bajovaria, Markgrafschaft Ostarrichi und Herzogtum Carantania mit „Hengist“ um das Jahr 1000

Die Hengistburg war schon in der späten Karolingerzeit militärischer und politischer Mittelpunkt (wohl Pfalz) des Raumes „Hengist“ an der mittleren Mur (heute Mittelsteiermark). So wird berichtet, dass im Jahre 892 König Arnulf hier in Hengistfeldon (Hengistfeld = Leibnitzer Feld, südlich von Hengsberg und dem Wildoner Berg) eine Unterredung mit dem Slawenfürsten Brazlaw von Sissek hatte, bei der es um ein gemeinsames Vorgehen gegen Großmähren ging.
Die Urpfarre St. Lorenzen zu Hengsberg, die von der Glein- und Stubalm bis zur Mur reichte, hatte in der Hengistburg ihren Sitz.
1053 wurde Herzog Konrad I. von Bayern durch Kaiser Heinrich III. wegen Hochverrats seines Amtes enthoben und musste zu den Ungarn (König Andreas I.) flüchten. Mit Unterstützung von Herzog Welf III. von Kärnten und des Pfalzgrafen Aribo II. und seines Bruders Boto fiel er 1053/54 mit ungarischen Heerhaufen in die junge Karantanermark ein (sie war gerade ohne Führung, denn Markgraf Gottfried von Pitten war 1050 ermordet worden und die Traungauer saßen noch nicht fest im Sattel), verwüstete viele Orte und eroberte die Hengistburg („…urbem quandam Hengistiburg dictam occupavit…“). Nach Abzug der Ungarn, die arg in der Burg gewütet hatten, wurde die zerstörte Kirche ab 1054 wieder instand gesetzt.
Etwa 1066 übergaben Markwart von Eppenstein und seine Frau Liutbirg ihren Anteil an der Kirche in castro Heingist mit einer Edelmannshufe dem Erzbischof von Salzburg Gebhard; offenbar gelangte auch die Hengistburg selbst an Salzburg, denn bis 1150 hatten Ministeriale des Erzbischofs hier ihren Sitz.
Zur Zeit des Erzbischofs Gebhard von Salzburg (1060–88) tauschten die Eltern des Bischofs Altmann von Trient, Graf Udalschalk vom Lurngau und Adelheid von Krain, Hengist gegen das Eigengut Cidlarn (Zeitlarn westlich Burghausen) ein. (Salzb. UB.)
Vor 1160 allerdings kam die Burg an Markgraf Ottokar III. von Steyr, der damit seinen Ministerialen Richer de Hengst belehnte, den Ahnherrn der Herren von Wildon. Ab 1156/60 wurde aber der Hauptstützpunkt der Mark nach Graz verlagert und die Burg verlor ihre Bedeutung.
„Die Urpfarre St. Lorenzen zu Hengsberg konnte ihre Funktion als kirchliches Zentrum hingegen weiterhin behaupten und die Erinnerung daran bewahren, dass Hengsberg durch die Hengistburg rund 200 Jahre lang der politisch-militärische Mittelpunkt der Karantanischen Mark bzw. der Steiermark gewesen war.“ (Pickl)

## Trivia
Die Mark an der Mur hieß auch Grafschaft Hengist (Hengistgau) bzw. Mark Hengist.